# Баумгартнер, Патрик
Патрик Баумгартнер (итал. Patrick Baumgartner, род. 27 декабря 1994 года) — итальянский бобслеист-пилот, выступающий за сборную Италии с 2011 года. Участник зимних Олимпийских игр 2022 года. 

## Спортивная карьера
Патрик начал заниматься бобслеем с 15 лет по наставлению своего дяди. В свободное время увлекается горными лыжами, выступал за лыжный клуб SSV Falzes на молодежном уровне. Позже всерьёз тренировался исключительно на санно-бобслейных трассах.
Его тренером является Герд Крепаз. Баумгартнер принимал участие на Юношеских Олимпийских Играх 2012 года в Инсбруке, где вместе с Алессандро Гранде стал победителем в заезде двоек, выиграв олимпийскую золотую медаль. 
На этапах Кубка мира по бобслею дебютировал в 2014 году на трассе в Винтерберге, заняв 24-е место в двойках и 23-е место в четвёрках. В 2019 году он выиграл чемпионат Европы среди юниоров, который проходил в Инсбруке среди экипажей четвёрок.
В 2022 году представлял Италию на зимних Олимпийских играх в Пекине. В двойках вместе с Робертом Мирчей занял 21-е место, а в четвёрках был пятнадцатым с отставанием от победителей в 3,40 секунды по результатам всех четырёх спусков.
В ноябре 2023 года впервые в карьере на этапе Кубка мира сезона 2023/2024 годов, в китайском Яньцине, среди экипажей четвёрок поднялся на подиум, став вторым.  

## Примечание
1. ↑  Olympedia – Patrick Baumgartner. www.olympedia.org. Дата обращения: 20 ноября 2023. Архивировано 26 ноября 2022 года.